# Bathophilus kingi
Bathophilus kingi és una espècie de peix de la família dels estòmids i de l'ordre dels estomiformes.

## Hàbitat
És un peix marí i d'aigües profundes que viu entre 1-1.100 m de fondària.

## Distribució geogràfica
Es troba a Papua Nova Guinea i Xile.